# Liste der Burgen und Schlösser im Allgäu

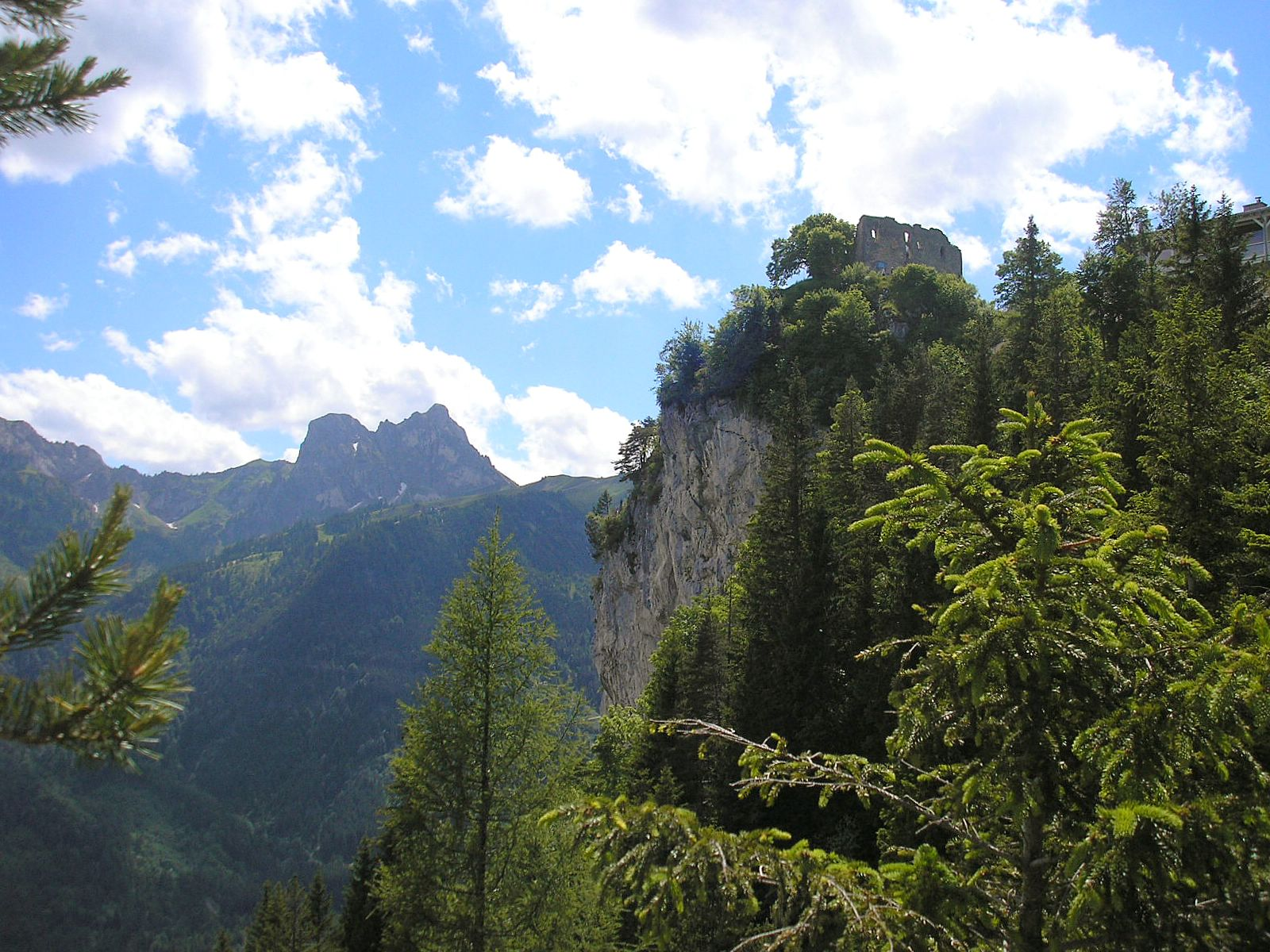
Die Ruine der Burg Falkenstein im Ostallgäu

Die Liste der Burgen und Schlösser im Allgäu führt Burgen, Burgruinen und abgegangenen Burgen, sowie gegenwärtige und ehemalige Schlösser im Allgäu auf. Nicht aufgeführt sind Zier- und Nachbauten, die nie als Wohngebäude oder zur Verteidigung genutzt wurden.
In dieser Region gibt es verhältnismäßig viele Burgen, ein bedeutender Teil davon ist jedoch nicht erhalten oder sogar vollständig verschwunden und nur noch als Burgstall ausgewiesen. Besonders während des Bauernkrieges und des Dreißigjährigen Krieges bzw. zu Beginn des 19. Jahrhunderts sind viele Burgen im Allgäu stark in Mitleidenschaft gezogen worden. Aber auch in friedlichen Zeiten blieben sie oft nicht vom Niedergang verschont. Die Gründe dafür waren weggefallener Bedarf, höhere Ansprüche an Wohnkomfort und Repräsentation, Wegfall der Verteidigungspriorität oder Baufälligkeit. Mitte des 19. Jahrhunderts im Zuge der Romantik gab es erste Bestrebungen, die historische Bausubstanz zu erhalten. Nachdem nicht zuletzt die Bedeutung für den Tourismus erkannt wurde, sind seit Ende des 20. Jahrhunderts verstärkt Maßnahmen zum Erhalt der Burganlagen im Allgäu zu verzeichnen. Dazu wurden auch umfassende Konzepte wie das der Burgenregion Allgäu erarbeitet.

## Erklärung zu den Spalten der Liste
- Name: Gibt den Namen des Gebäudes oder der Burgstelle an.
- Ort: Weist die Gemeinde, in der das Gebäude steht bzw. stand, mit gegenwärtigem Namen aus.
- Lkrs.: Gibt den Namen des Landkreises des jeweiligen Ortes an bzw. die kreisfreie Stadt.
- Typ: Es werden folgende Gebäudetypen unterschieden: Burg und Schloss.
- Zustand: Bezeichnet den Zustand des Gebäudes. Es wird unterschieden nach „erhalten“, „teilweise erhalten“, „Ruine“, „Mauerreste“ und „verschwunden“, wobei es sich bei Eingruppierung unter „Mauerreste“ ebenfalls um eine Ruine handelt, allerdings nur mit Resten von oder gar keinen stehenden Mauern mehr.
- Bau: In dieser Spalte wird, sofern bekannt, der Entstehungszeitraum oder das Baujahr genannt. Oft ist diese Angabe aufgrund mangelnder Quellen ungenau oder ist aus sonstigen Gründen nicht eindeutig, beispielsweise weil eine Burg oder ein Schloss an der Stelle eines Vorgängerbaus neu errichtet wurde.
- Verfall: Gibt das Jahr oder den Zeitraum von Verfall, Zerstörung oder Abbruch an. Falls das Gebäude mehrmals zerstört wurde, bezieht sich die Angabe auf die letztmalige Verwüstung, nach der es nicht wieder aufgebaut wurde.
- Bild: Wenn möglich, ist ein Bild des Gebäudes eingefügt.

Hinweis: Die Liste ist sortierbar: Durch Anklicken des Symboles im Spaltenkopf wird die Liste nach dieser Spalte sortiert, zweimalige Anklicken kehrt die Sortierung um. Durch das Anklicken zweier Spalten hintereinander lässt sich jede gewünschte Kombination erzielen.
| Name                              | Ort               | Kreis | Typ       | Zustand            | Bau                         | Verfall              | Bild                                       |
| --------------------------------- | ----------------- | ----- | --------- | ------------------ | --------------------------- | -------------------- | ------------------------------------------ |
| Burg Affenstein                   | Argenbühl         | RV    | Burg      | verschwunden       |                             | um 1780              |                                            |
| Burg Ahegg                        | Wangen            | RV    | Burg      | verschwunden       |                             |                      |                                            |
| Burg Alt-Kalden                   | Altusried         | OA    | Burg      | verschwunden       | vor 1128                    | vor 15. Jahrhundert  | Alt-Kalden                                 |
| Burg Alt-Laubenberg               | Grünenbach        | LI    | Burg      | Ruine              | Anfang 12. Jahrhundert      | 1719                 |                                            |
| Alt-Schomburg                     | Wangen            | RV    | Burg      | verschwunden       | um 1229                     | vor 1617             |                                            |
| Altenburg                         | Weiler-Simmerberg | LI    | Burg      | Mauerreste         | 13. Jahrhundert             |                      | Altenburg                                  |
| Alttrauchburg                     | Weitnau           | OA    | Burg      | Ruine              | 12. Jahrhundert             | ab 1729              | Alttrauchburg                              |
| Burg Baltenstein                  | Betzigau          | OA    | Burg      | Ruine              | um 1200                     |                      | Ruinenreste Baltenstein                    |
| Burgstall Biberschwang            | Altusried         | OA    | Burg      | verschwunden       | Nur noch die Burgmauer      |                      | Gedenkstein                                |
| Schloss Bullachberg               | Schwangau         | OAL   | Schloss   | erhalten           | 1905                        |                      |                                            |
| Burg Burgberg                     | Burgberg          | OA    | Burg      | Ruine              | frühes 12. Jahrhundert      | 1635                 | Innenseite der Nordwand                    |
| Burghalde                         | Kempten           | KE    | Burg      | teilweise erhalten | um 1223                     |                      | Innenhof mit Wächterhaus                   |
| Burgstall Burk                    | Seeg              | OAL   | Burg      | verschwunden       | 12. Jahrhundert             | 15. Jahrhundert      | Ringgraben                                 |
| Burg Dietmannsried im Inselweiher | Dietmannsried     | OA    | Burg      | verschwunden       |                             |                      | Der Inselweiher in Dietmannsried           |
| Burg Eisenberg                    | Eisenberg         | OAL   | Burg      | Ruine              | um 1315                     | 1646                 | Burg Eisenberg von Süden                   |
| Burg Ellhofen                     | Weiler-Simmerberg | LI    | Burg      | Mauerreste         | Ende 13. Jahrhundert        | 1634                 | Burg Ellhofen                              |
| Burg Ettensberg                   | Blaichach         | OA    | Burg      | Mauerreste         | Ende 11. Jahrhundert        | nach 1562            | Der Schuttkegel des ehemaligen Bergfriedes |
| Burgstall Falkensberg             | Rückholz          | OAL   | Burgstall | keine Mauerreste   | unbekannt                   | bald nach 1600       |                                            |
| Burg Falkenstein                  | Pfronten          | OAL   | Burg      | Ruine              | um 1280                     | 1646                 | Burg Falkenstein                           |
| Finkelsburg                       | Rettenberg        | OA    | Burg      | Mauerreste         | 12. Jahrhundert oder früher | 14. Jahrhundert      |                                            |
| Burg Fluhenstein                  | Sonthofen         | OA    | Burg      | Ruine              | 1362                        | 1525                 | Ruine der Burg Fluhenstein                 |
| Burgstall Frauenstein             | Schwangau         | OAL   | Burg      | verschwunden       | vor 1290                    | 15. Jahrhundert      | Halsgraben                                 |
| Hohes Schloss Füssen              | Füssen            | OAL   | Schloss   | erhalten           | 13. Jahrhundert             |                      | Innenhof Hohes Schloss Fuessen             |
| Hohes Schloss Bad Grönenbach      | Bad Grönenbach    | MN    | Schloss   | erhalten           | 12. Jahrhundert             |                      | Hohes Schloss Grönenbach                   |
| Burgstall Gschrift                | Eisenberg         | OAL   | Burg      | verschwunden       | vor 1300                    |                      | Burgstall Gschrift                         |
| Schloss Günzach                   | Günzach           | OAL   | Schloss   | erhalten           | 1730                        |                      | Schloss Günzach                            |
| Burg Helmishofen                  | Kaltental         | OAL   | Burg      | Ruine              | 12. Jahrhundert             | 1792                 | Der Bergfried von Westen                   |
| Burg Hohenegg                     | Grünenbach        | LI    | Burg      | Mauerreste         | Ende 11. Jahrhundert        | 1525                 |                                            |
| Burg Hohenfreyberg                | Eisenberg         | OAL   | Burg      | Ruine              | 1418–1432                   | 1646                 | Burg Hohenfreyberg                         |
| Schloss Hohenschwangau            | Schwangau         | OAL   | Schloss   | erhalten           | 12. Jahrhundert             |                      | Schloss Hohenschwangau                     |
| Burg Hohentann                    | Altusried         | OA    | Burg      | Mauerreste         | 13. Jahrhundert             | 1803                 |                                            |
| Burg Hopfen                       | Füssen            | OAL   | Burg      | Mauerreste         | unklar                      | nach 1322            | Burg Hopfen                                |
| Schloss Hopferau                  | Hopferau          | OAL   | Schloss   | erhalten           | 1468                        |                      | Schloss Hopferau                           |
| Burg Hugofels                     | Immenstadt        | OA    | Burg      | Ruine              | unsicher: 13. Jahrhundert   | nach 1458            | Ruine der Burg Hugofels                    |
| Schloss Hummelsberg               | Leutkirch         | RV    | Schloss   | erhalten           | 1636                        |                      | Hummelsberg                                |
| Stadtschloss Immenstadt           | Immenstadt        | OA    | Schloss   | erhalten           | 1550                        |                      | Stadtschloss Immenstadt                    |
| Burgstall Irsee                   | Irsee             | OAL   | Burg      | verschwunden       |                             |                      | Gedenktafel                                |
| Schloss Isny                      | Isny              | RV    | Schloss   | erhalten           | 1803                        |                      |                                            |
| Burg Kemnat                       | Kaufbeuren        | KF    | Burg      | Ruine              | um 1185                     | nach 1804            | Bergfried und Amtshaus                     |
| Altes Schloss Kißlegg             | Kißlegg           | RV    | Schloss   | erhalten           | Aus-/Neubau 1560–1570       |                      | Altes Schloss Kißlegg                      |
| Neues Schloss Kißlegg             | Kißlegg           | RV    | Schloss   | erhalten           | Aus-/Neubau 1721–1727       |                      | Neues Schloss Kißlegg                      |
| Burg Langenegg                    | Waltenhofen       | OA    | Burg      | Ruine              | vor 1269                    | nach 1806            | Bergfried                                  |
| Burg Laubenbergerstein            | Immenstadt        | OA    | Burg      | Ruine              | unsicher: 12. Jahrhundert   | nach 1559            | Burg Laubenbergerstein von Süden           |
| Burgstall Linsen                  | Waltenhofen       | OA    | Burg      | Mauerreste         | erwähnt 1319                |                      | Burgstall Linsen von Osten                 |
| Burg Leupolz                      | Wangen            | RV    | Burg      | Mauerreste         | vor 1229                    | 1624                 |                                            |
| Burgstall Leuterschach            | Marktoberdorf     | OAL   | Burg      | verschwunden       | vor 1289                    |                      |                                            |
| Schloss Marktoberdorf             | Marktoberdorf     | OAL   | Schloss   | erhalten           | 1722–1729                   |                      | Ehemaliges Fürstbischöfliches Schloss      |
| Burg Neideck                      | Argenbühl         | RV    | Burg      | teilweise erhalten | 13. Jahrhundert             |                      |                                            |
| Nesselburg                        | Nesselwang        | OAL   | Burg      | Ruine              | Ende 13. Jahrhundert        | 1595                 | Nesselburg                                 |
| Burg Neu-Kalden                   | Altusried         | OA    | Burg      | Ruine              | 1515                        | nach 1692            | Ruine Neu-Kalden                           |
| Neuenburg                         | Durach            | OA    | Burg      | Ruine              | um 1300                     | nach 1648            | Südwestseite des Bergfriedes               |
| Neuravensburg                     | Wangen            | RV    | Burg      | Ruine              | Ende 12. Jahrhundert.       | nach 1837            | Bergfried                                  |
| Schloss Neuschwanstein            | Schwangau         | OAL   | Schloss   | erhalten           | 1869–1886                   |                      | Schloss Neuschwanstein                     |
| Schloss Neutrauchburg             | Isny              | RV    | Schloss   | erhalten           | 1785–1786                   |                      | Schloss Neutrauchburg                      |
| Burgstall Oberdeusch              | Füssen            | OAL   | Burg      | verschwunden       | vor 1300                    | um 1567              | Burghügel mit Gedenkstein                  |
| Schloss Obergünzburg              | Obergünzburg      | OAL   | Schloss   | erhalten           | 1570                        |                      | Schloss Obergünzburg                       |
| Burg Oflings                      | Wangen            | RV    | Burg      | erhalten           | um 1200                     |                      | Bergfried                                  |
| Burg Pfaffenweiler                | Amtzell           | RV    | Burg      | Mauerreste         | 13. Jahrhundert             | nach 1664            |                                            |
| Burg Praßberg                     | Wangen            | RV    | Burg      | Ruine              | 1123                        | nach 1800            |                                            |
| Burg Ratzenried                   | Argenbühl         | RV    | Burg      | Ruine              | Anfang 12. Jahrhundert      | 1632                 | Ruine Ratzenried                           |
| Schloss Ratzenried                | Argenbühl         | RV    | Schloss   | erhalten           | 1498–1502                   |                      | Schloss Ratzenried                         |
| Schloss Rauhenzell                | Immenstadt        | OA    | Schloss   | erhalten           | 1555                        |                      | Schloss Rauhenzell                         |
| Burg Rauhlaubenberg               | Immenstadt        | OA    | Burg      | Ruine              | Anfang 13. Jahrhundert      | 1579                 | Nordwestteil des Wohnturmes                |
| Burg Rettenberg                   | Rettenberg        | OA    | Burg      | Ruine              | um 1100                     | 1562                 | Burg Rettenberg                            |
| Schloss Rimpach                   | Leutkirch         | RV    | Schloss   | erhalten           | 1754–1757                   |                      |                                            |
| Burg Ringenberg                   | Maierhöfen        | LI    | Burg      | Ruine              | um 1230                     | nach 1776            |                                            |
| Burgstall Romatsried              | Eggenthal         | OAL   | Burg      | verschwunden       |                             |                      | Burgstall Romatsried                       |
| Burg Rothenfels                   | Immenstadt        | OA    | Burg      | Ruine              | vor 1070                    | Ende 18. Jahrhundert | Mauerzug im Westen der Ruine               |
| Burg Rothenstein                  | Bad Grönenbach    | MN    | Burg      | Ruine              | Anfang 11. Jahrhundert      | 1873                 | Ruine Rothenstein                          |
| Neues Schloss Rückholz            | Rückholz          | OAL   | Schloss   | erhalten           | 1729–1731                   |                      |                                            |
| Schomburg                         | Wangen            | RV    | Burg      | Mauerreste         | 13. Jahrhundert             | 1836                 |                                            |
|                                   | Betzigau          | OA    | Burg      | Ruine              | 10. oder 11. Jahrhundert    | nach 1405            |                                            |
| Burg Schreckenmanklitz            | Weiler-Simmerberg | LI    | Burg      | Mauerreste         |                             | um 1569              | Burg Schreckenmanklitz                     |
| Schloss Staufen                   | Oberstaufen       | OA    | Schloss   | verschwunden       | vor 1311                    | 1525                 | Burg Staufen 1635                          |
| Burg Sulzberg                     | Sulzberg          | OA    | Burg      | Ruine              | um 1170                     | nach 1648            | Bergfried der Burg                         |
| Schloss Syrgenstein               | Heimenkirch       | LI    | Schloss   | erhalten           | 1429                        |                      | Schloss Syrgenstein                        |
| Burgruine Thurn                   | Oberstaufen       | OA    | Burg      | Mauerreste         | vor 1285                    |                      |                                            |
| Schloss Unterthingau              | Unterthingau      | OAL   | Schloss   | erhalten           | vor 1430                    |                      | Schloss Unterthingau                       |
| Burg Vilsegg                      | Vils              |       | Burg      | Ruine              | um 1220                     | vor 1774             | Bergfried                                  |
| Burg Wagegg                       | Haldenwang        | OA    | Burg      | Ruine              | um 1170                     | 1796                 | Burgruine Wagegg                           |
| Schloss Weizern                   | Eisenberg         | OAL   | Schloss   | erhalten           | Neu-/Ausbau 1711            |                      |                                            |
| Burg Werdenstein                  | Immenstadt        | OA    | Burg      | Ruine              |                             | nach 1782            | Der erhaltene Torbau der Burg              |
| Schloss Wohmbrechts               | Hergatz           | LI    | Schloss   | teilweise erhalten | 1330–1350                   | 1770                 | Schloss Wohmbrechts                        |
| Burg Wolkenberg                   | Wildpoldsried     | OA    | Burg      | Ruine              | 12. oder 13. Jahrhundert    | 1674                 | Burgruine Wolkenberg                       |
| Schloss Zeil                      | Leutkirch         | RV    | Schloss   | erhalten           | 1598–1614                   |                      | Schloss Zeil                               |